# وونگوو
وونگوو (به لاتین: Łoniów) یک روستا در لهستان است که در گمینا وونگوو واقع شده‌است. وونگوو ۴۵۰ نفر جمعیت دارد.